# Henry J. Seaman
Henry John Seaman (* 16. April 1805 in Marshland (heute Greenridge), New York; † 3. Mai 1861 in New York City) war ein US-amerikanischer Politiker. Zwischen 1845 und 1847 vertrat er den Bundesstaat New York im US-Repräsentantenhaus.

## Werdegang
Henry John Seaman wurde ungefähr sieben Jahre vor dem Ausbruch des Britisch-Amerikanischen Krieges in Marshland geboren. Er war in der Landwirtschaft tätig und als Promoter für Richmond. Politisch gehörte er der American Party an. Bei den Kongresswahlen des Jahres 1844 wurde Seaman im zweiten Wahlbezirk von New York in das US-Repräsentantenhaus in Washington, D.C. gewählt, wo er am 4. März 1845 die Nachfolge von Henry C. Murphy antrat. Er schied nach dem 3. März 1847 aus dem Kongress aus. Danach war er 1851 als Direktor der Staten Island Railroad tätig und 1856 als Sekretär bei der Plank Road Co. Seaman war für die Errichtung der Brücke über den Fresh Kills verantwortlich. Er starb ungefähr einen Monat nach dem Ausbruch des Bürgerkrieges am 3. Mai 1861 in Staten Island und wurde auf dem Woodlawn Cemetery beigesetzt.